# Мамавко, Роман Михайлович
Рома́н Миха́йлович Мама́вко (укр. Роман Михайлович Мамавко; 1 марта 1978, Коболчин) — украинский военнослужащий, полковник, участник российско-украинской войны. Герой Украины (2022).

## Биография
После окончания Одесского института Сухопутных войск Роман Мамавко начал службу в 24-й отдельной механизированной бригаде имени короля Даниила, где прошёл путь от командира взвода до начальника штаба и первого заместителя командира бригады. С 2022 года он возглавляет эту бригаду.
С началом полномасштабного вторжения России в Украину в феврале 2022 года, после ранения командира, Мамавко принял на себя руководство бригадой и в течение двух месяцев успешно руководил её подразделениями в условиях активных боевых действий.

## Награды
- Звание «Герой Украины» с удостоением ордена «Золотая Звезда» (3 мая 2022) — за личное мужество и героизм, проявленные в защите государственного суверенитета и территориальной целостности Украины, верность военной присяге[3].
- Орден Богдана Хмельницкого III степени (25 марта 2022) — за личное мужество и высокий профессионализм, проявленные в защите государственного суверенитета и территориальной целостности Украины, верность военной присяге[4].
- Медаль «За военную службу Украине» (4 декабря 2019) — за личное мужество и отвагу, проявленные в защите государственных интересов, укрепление обороноспособности и безопасности Украины[5].